# Stark Adolf
Stark Adolf (Bártfa, 1834. december 28. – Békéscsaba, 1910. augusztus 26.) magyar kereskedő, szőlész-borász.

## Életpályája
Édesapja, Stark Mihály, a bártfai felső leányiskola tanára volt, akit 1862-től Bártfa szabad királyi város tanácsnokává neveztek ki. Édesanyja, Folkusházy Zsuzsanna, nemesi családból származott.
Elemi iskoláit Bártfán végezte. Középiskolai tanulmányait a miskolci evangélikus esperességi Középtanodában folytatta. Az 1848-49-es tanévben az 1848–49-es forradalom és szabadságharc miatt tanulmányait többször megszakította, és a következő félév végén végleg abba is hagyta.
Az iskolából való kimaradása után előbb inaskodott, majd más városokban igyekezett tudását gyarapítani, így Eperjesen, Nagybányán, Kolozsváron, Debrecenben, Nagyváradon dolgozott különböző kereskedőknél. 1859-ben Békéscsabán nemcsak önálló üzletet nyitott, hanem négy év múlva megházasodott és végleg letelepedett. A szőlészetet, borászatot jó pénzbefektetésnek tekintette. A századforduló éveiben már 16 hold szőlőültetvénye és szőlőiskolája volt. A mintegy 300 szőlőfajt nagy szorgalommal és komoly anyagi áldozatok árán szerezte be a legkülönbözőbb bel- és külföldi szőlőtelepekről. Életének legjelentősebb tevékenységét a szőlőnemesítés terén fejtette ki. Világhírűvé a Csabagyöngyével vált, amely közel egy évszázad óta hazánkban és világszerte a legkorábbi érésű, finom zamatú csemegeszőlő-fajta és amelyet szinte minden szőlőtermelő országában termesztenek.
A Békés megyei Gazdasági Egyletben ismeretterjesztő munkát végzett. Kezdetben mint tag, rövidesen mint vezetőségi tag működött 1896-ban történt visszavonulásáig. Tisztségében kiállításokat szervezett; a tagok számára vevőkört szerzett; a főispán felkérésére szőlőhegy-szabályzatot készített; a Borászati Lapok munkatársaként pedig tudósításokat küldött a szerkesztőségnek. Az egylet megbízásából elkészítette a gyümölcs-elárusító csarnok tervezetét. Javaslatot tett a megyei kosárfonás és háziipar fejlesztésére.
Tüdőgyulladásban hunyt el Békéscsabán 1910. augusztus 26-án.

## Elismerései
Szőlőfajtáival, gyümölcseivel és más terményeivel számos kiállításon nyert magas fokú elismerést: 
- 1873 – Bécsi Világkiállítás – arany
- 1876 – Országos Ipar-, Termény- és Állatkiállítás – bronz
- 1878 – Békéscsaba, terménykiállítás – ezüst
- 1894 – Szentpétervár – bronz
- 1896 – Ezredéves Országos Kiállítás – bronz
- 1897 – Hamburg, kertészeti kiállítás – ezüstérem
- Ferenc József uralkodásának 50. évfordulóján Signum Memoriaet kapott

## Emlékezete
Emlékét halálának 60. évfordulóján, az 1970-ben Békéscsabán rendezett ünnepségen elevenítették fel. Tevékenységéről kiállítást rendeztek, és egykori lakóháza helyén emléktáblát lepleztek le. 1987-ben utcát neveztek el tiszteletére Békéscsaba Jamina városrészében.